# باسكوالي دي لوكا
باسكوالي دي لوكا (26 مايو 1962 في كندا - ) هو لاعب كرة قدم كندي في مركز الوسط، شارك في الألعاب الأولمبية الصيفية 1984 وكأس العالم 1986. وشارك مع منتخب كندا لكرة القدم. أما مع النوادي، فقد لعب مع تورونتو بلِيزارد ‏ وإدمونتون دريلرز ‏.

## وصلات خارجية
- باسكوالي دي لوكا على موقع الاتحاد الدولي (مؤرشف)  (الإنجليزية)
- باسكوالي دي لوكا على موقع قاعدة بيانات كرة القدم.إي يو (الإنجليزية)
- باسكوالي دي لوكا على موقع ناشيونال فوتبول تيمز (الإنجليزية)
- باسكوالي دي لوكا على موقع أوليمبيديا (الإنجليزية)